# Virginia Slims of Florida 1988
Virginia Slims of Florida 1988 — жіночий тенісний турнір, що проходив на відкритих кортах з твердим покриттям Boca Raton Resort & Club у Бока-Ратон (США). Належав до турнірів 2-ї категорії в рамках Туру WTA 1988. Тривав з 7 до 13 березня 1988 року. Четверта сіяна Габріела Сабатіні здобула титул в одиночному розряді й отримала за це 60 тис. доларів США, перервавши 30-матчеву виграшну серію Штеффі Граф. Для Сабатіні це була перша перемога над Граф після 11 попередніх поразок.

## Фінальна частина

### Одиночний розряд
Габріела Сабатіні —  Штеффі Граф 2–6, 6–3, 6–1
- Для Сабатіні це був 1-й титул в одиночному розряді за сезон і 6-й — за кар'єру.

### Парний розряд
Катріна Адамс /  Зіна Гаррісон —  Клаудія Коде-Кільш /  Гелена Сукова 4–6, 7–5, 6–4
- Для Адамс це був 1-й титул за рік і 2-й - за кар'єру. Для Гаррісон це був 1-й титул за рік і 12-й — за кар'єру.